# ヱシカ/ショーゴ
ヱシカ/ショーゴは、日本の漫画家、イラストレーター。東京造形大学卒。

## 作品リスト

### 漫画作品
- 狂乱家族日記（原作：日日日/キャラクター原案：x6suke、『FB Online』2007年11号 - 2010年3号、エンターブレイン〈マジキューコミックス〉、全4巻）
- まなびストレート!SAKRA（原作：ufotable、『ファミ通コミッククリア』2015年1月30日[1] - 2016年2月26日、KADOKAWA〈ファミ通クリアコミックス〉、全2巻）
- プリンセスコネクト! Re:Dive（構成：かかし朝浩、原作：サイバーエージェント・Cygames、『サイコミ』2018年2月18日[2] - 同年12月23日、講談社〈サイコミ〉全2巻）
- ハズレスキル『ガチャ』で追放された俺は、わがまま幼馴染を絶縁し覚醒する 〜万能チートスキルをゲットして、目指せ楽々最強スローライフ!〜（原作：木嶋隆太、キャラクター原案：卵の黄身、『マンガがうがう』[3]、双葉社〈モンスターコミックス〉、既刊4巻）

### その他
- 『あたしら憂鬱中学生』（著：日日日、イラスト：ニリツ）辰巳出版〈T-LINE NOVELS〉既刊1巻（2015年3月6日）※キャラクター原案担当（WEB公開時のイラストも担当）